# Poromya
Genre
Synonymes
- genre Ectorisma Tate, 1892[2]
- genre Embla Lovén, 1846[2]
- sous-genre Poromya (Poromya) Forbes, 1844[2]
- genre Questimya Iredale, 1930[2]
- genre Thetis H. Adams & A. Adams, 1856[2]

Poromya est un genre de mollusques bivalves de la famille des Poromyidae.

## Liste d'espèces
Selon World Register of Marine Species (24 septembre 2013) :
- Poromya australis E. A. Smith, 1885
- Poromya carinata Lan, 2000
- Poromya castanea Habe, 1952
- Poromya cymata Dall, 1890
- Poromya flexuosa Yokoyama, 1922
- Poromya granifera (Cotton, 1931)
- Poromya granosissima G. B. Sowerby III, 1904
- Poromya granulata (Nyst & Westendorp, 1839)
- Poromya granuloderma Scarlato, 1981
- Poromya hayashii Habe, 1958
- Poromya houbricki F. R. Bernard, 1989
- Poromya illevis Hedley, 1913
- Poromya intracta (Sturany, 1899)
- Poromya laevis E. A. Smith, 1885
- Poromya microsculpta Dell, 1995
- Poromya neozelanica (Dell, 1956)
- Poromya rostrata Rehder, 1943
- Poromya sansibarica Thiele & Jaeckel, 1931
- Poromya sinica Xu, 1999
- Poromya spinosula Thiele, 1912
- Poromya striata Sowerby, 1904
- Poromya sumatrana Thiele & Jaeckel, 1931
- Poromya tornata (Jeffreys, 1876)
- Poromya undosa Hedley & Petterd, 1906